# L'Amour, c'est quoi au juste ?
Pour plus de détails, voir Fiche technique et Distribution.
L'Amour, c'est quoi au juste ? (Bruciati da cocente passione) est une comédie italienne réalisée par Giorgio Capitani et sortie en 1976.

## Synopsis
Dans un petit village de Lombardie si petit qu'il n'est même pas marqué sur la carte, et perpétuellement assiégé par le brouillard, vivent deux familles : Casimiro Banotti, un postier timide et maladroit, syndicaliste communiste, et sa femme Milena, une gouvernante émilienne sanguine et pratique, avec leurs deux filles d'environ six ans ; et Virginia Vismara, une infirmière romantique préposée à la morgue d'un hôpital milanais, et son mari Michele, un vendeur ambulant rude et vulgaire, avec deux enfants du même âge que les petites Banotti.
Se rencontrant chaque jour dans le train de banlieue qui les conduit à Milan, Casimiro et Virginia finissent par tomber amoureux, malgré mille arrière-pensées et remords causés par leur caractère introverti et sensible. Au contraire, lorsqu'un dimanche les deux familles déjeunent par hasard à la même table dans la taverne du village, une passion irrépressible éclate immédiatement entre Milena et Michele, également due au fait que leurs relations platoniques avec leurs conjoints respectifs se sont de plus en plus détériorées.
Entre hauts et bas, y compris le chantage d'un immigrant sicilien qui les espionne et note leurs moindres faits et gestes dans son carnet, les deux histoires parallèles se poursuivent jusqu'à ce que chacun découvre inévitablement l'adultère de l'autre. En tant que prolétaires modernes et émancipés, les deux maris, au lieu de se battre, décident d'avoir une explication civilisée dans une cabane à l'extérieur du village. Mais le Sicilien parvient à agiter les peurs et les haines de part et d'autre et leur fait croire que le rendez-vous est en fait un piège pour se débarrasser d'eux. C'est alors qu'autant Michele et Milena que Casimiro et Virginia préparent chacun de leur côté une charge explosive destinée à leurs rivaux, l'un dans la cabane, l'autre dans la camionnette du colporteur. Heureusement, au dernier moment, les quatre se ravisent, et les explosions ne font sauter que le hangar et la camionnette, sans faire de victimes.
D'autre part, il y a une crue qui inonde la région. La clarification entre les couples a donc lieu sur le toit d'une maison, en attendant les secours, et la solution ne peut être que la plus évidente : chacun des conjoints vivra avec son amant, en partageant les enfants. Les choses semblent se terminer pour le mieux, mais au printemps, lorsque les quatre amis se retrouvent par hasard dans une trattoria en plein air, Casimiro regarde avec une passion renouvelée sa femme Milena, tandis que Michele fait du pied à Virginia.

## Fiche technique
- Titre français : L'Amour, c'est quoi au juste ?[1]
- Titre original italien : Bruciati da cocente passione[2]
- Réalisation : Giorgio Capitani
- Scenario : Luciano Vincenzoni, Nicola Badalucco
- Photographie :	Roberto Gerardi
- Montage : Renato Cinquini (it)
- Musique : Piero Umiliani
- Décors et costumes : Ezio Altieri (it)
- Maquillage : Nilo Jacoponi
- Production : Angelo Rizzoli (it), Giovanni Bertolucci
- Société de production : Rizzoli Film
- Pays de production :  Italie
- Langue originale : Italien
- Format : Couleurs
- Durée : 105 minutes
- Genre : Comédie
- Dates de sortie :
  - Italie : 12 août 1976
  - France : 15 août 1979[1]

## Distribution
- Jane Birkin : Virginia Vismara
- Aldo Maccione : Michele Vismara
- Cochi Ponzoni (it) : Casimiro Banotti
- Catherine Spaak : Milena Banotti
- Mario Maranzana (it) : La Carrubba
- Daniele Formica (it) : le maître chanteur
- Clara Colosimo : l'infirmière de la morgue
- Enrico Beruschi (it) : un collègue de Casimiro
- Annibale Papetti (it) : Ambrogio, l'aubergiste
- Franca Scagnetti (it) : la diseuse de bonne aventure
- Guido Spadea (it) : le curé de la paroisse
- Renato Mori (it) : le fonctionnaire du PCI
- Maria Tedeschi (it) : la femme en fauteuil roulant
- Fernando Cerulli (it) : l'avocat
- Pino Patti (it) : le cheminot

## Production
Le film a été tourné en extérieur à Stradella et à Milan. 